# Woomera
 (août 2009).
Si vous disposez d'ouvrages ou d'articles de référence ou si vous connaissez des sites web de qualité traitant du thème abordé ici, merci de compléter l'article en donnant les références utiles à sa vérifiabilité et en les liant à la section « Notes et références ».
Woomera est un village d'environ 300 habitants de l'outback, situé en plein cœur de l'Australie-Méridionale à près de 500 km au nord-ouest d'Adélaïde sur la Stuart Highway.
Son nom provient d'un mot aborigène « Eora » qui désigne une arme de chasse. Cette identité a été choisie en raison de l'installation d'un site d'activités militaires en limite de la ville, la zone interdite de Woomera.

## Histoire
Le Woomera Rocket Range, (« base de lancement de Woomera ») est établi en 1947, comme projet commun entre la Grande-Bretagne et l'Australie. Au début des années 1950, c'est le deuxième site de lancement le plus actif au monde, après Cap Canaveral en Floride. Le premier missile a été lancé de Woomera en 1949. Au cours des années 1960, le Royaume-Uni effectue sur la base de lancement de Woomera les premiers essais des fusées britanniques Blue Streak et Black Arrow. Tous les tirs de la fusée européenne Europa sauf le dernier sont également réalisés depuis cette base entre 1964 et 1970. En 1967, un lanceur Sparta emporte le premier satellite australien, construit par Australian Weapons Research et l'université d'Adélaïde, depuis Woomera.
La base de Woomera n'est plus utilisée pour lancer des satellites depuis ce dernier tir en 1971, bien que la recherche sur les fusées et les technologies spatiale et de l'aviation se poursuive sur place. À l'heure actuelle, le village est un centre touristique de l'Outback australien et la base est contrôlée par le Royal Australian Air Force (RAAF).

## Base de lancement de Woomera

### Polygone de tirs britanniques
L'importance historique de Woomera se résume principalement au fait que dès la fin de la Seconde Guerre mondiale, la Grande-Bretagne, alors à la recherche d'un champ de tir pour tester ses nouveaux engins téléguidés loin des zones habitées, porta son dévolu sur cet endroit durant l'année 1946 (consensus avec le gouvernement australien). La France suivra une démarche similaire avec son centre saharien de Colomb-Béchar.
Malgré la très forte teneur en sel du site (14 fois supérieure à celle de l'eau de mer), dans le cadre d'essais sécurisés d'engins à plus ou moins longue portée, les responsables ne peuvent trouver meilleur emplacement dans les pays d'obédience britannique (Commonwealth).[source insuffisante]

### Port spatial avancé des Européens
Woomera possède déjà l'infrastructure de lancement du missile balistique de dissuasion Blue Streak et, comme ce dernier devient la pièce maîtresse d'Europa, le Centre européen pour la construction de lanceurs d'engins spatiaux (une des composantes de la future Agence spatiale européenne) se voit contraint de mettre au point le premier lanceur européen à partir de ce même site.
Mais son attrait ne se limite pas à cette spécificité ; L'aire de lancement d'Europa est une zone égale aux deux tiers de la France. La base permet d'effectuer des tirs de 2 000 km à travers le désert, ce qui satisfait pleinement les équipes de protection. En revanche, sa position n'est pas idéale pour accomplir des missions autres que scientifiques.
À une quarantaine de kilomètres à l'est de l'aire de lancement, on édifie une base de vie indispensable à l'accompagnement d'un programme de cette ampleur. Semblant surgir du désert, c'est à l'époque une bourgade moderne dotée de toutes les commodités, pouvant accueillir 5 à 6 000 âmes.[source insuffisante]

### Désengagement progressif du site par les Britanniques
En 1966, le choix de la Guyane française (Kourou) désengage déjà l'ELDO[Quoi ?]. Elle espère trouver dans ce lieu un site beaucoup mieux adapté aux tirs équatoriaux. Mais avant d'en arriver là, le pire pour cette organisation est à venir : après cinq succès consécutifs du Blue Streak, (seul ou avec une partie supérieure mannequin), elle accumule autant de lancements désastreux.
La déception des acteurs du site est donc très forte lorsqu'ils rejoignent la base de Kourou dans la forêt amazonienne. Malheureusement, l'échec de la 11e mission d'Europa conduit à l'abandon de ce programme et ouvre une voie royale à Ariane (tout au moins pour ce qu'il ne fallait pas faire).
Cependant l'Australie n'attend pas l'Europe pour accomplir une satellisation à partir de son sol. Elle profite de la présence à Woomera des américains chargés de mettre en œuvre dix missiles Redstone (programme de réentrée Sparta). Après négociations, elle réussit à obtenir le dernier du lot et elle parvient en novembre 1967 à injecter son premier satellite (Wresat 1) à l'aide de cette Redstone adaptée.[source insuffisante]

### Abandon définitif du site par les britanniques
Les européens travaillant sous d'autres cieux n'empêchent pas les britanniques de continuer leurs études de lanceurs sous la forme de leur programme national Black Arrow. La maigreur du projet (quatre tirs de 1969 à 71) ne peut bercer d'illusions les autorités locales. Néanmoins l'ultime lancement (mise en orbite du satellite Prospero X-3), offre à Woomera une sortie un peu plus glorieuse.[réf. nécessaire]
En 1976, à son tour le Royaume-Uni abandonne définitivement la base australienne après une présence s'étalant sur une trentaine d'années. Par la suite, en dépit de quelques tirs sporadiques de fusées de moindre importance et du maintien de la présence d'une station sol de suivi de satellites (fermée en 1999), "Woomera Village" s'enfonce dans une sorte de léthargie, bien loin de sa splendeur d'antan.[source insuffisante]

### Depuis les années 1970
L'absence de programme spatial national et l'arrêt des activités spatiales étrangères sur le territoire marginalisent au début des années 1970 l'activité spatiale en Australie. La base de Woomera n'est plus utilisée pour lancer des satellites depuis 1971, bien que la recherche sur les fusées et les technologies spatiale et de l'aviation s'y poursuivent. Les lancements les plus récents ont été faits par une société australienne appelée AUSROC, pour montrer les possibilités de lancement de fusées dans l'espace à partir de l'Australie et par la NASA pour des universités américaines qui, en utilisant des fusées Black Brant IX, ont voulu étudier l'espace stellaire. Ces fusées ont lancé des télescopes hors de l'atmosphère terrestre.[réf. nécessaire]
En 1996, l'agence spatiale japonaise NASDA étudie la viabilité des systèmes de débarquement automatisés de leur véhicule spatial réutilisable expérimental ALFLEX. Le 13 juin 2010, la capsule de rentrée de la sonde spatiale japonaise Hayabusa revient sur Terre à Woomera. Et le 5 décembre 2020, la capsule de rentrée de la seconde sonde Hayabusa 2 y atterrit, elle aussi chargée d'échantillons d'un astéroïde.